# Bruno Leuzinger
Bruno Leuzinger (6. ledna 1886, Château-d’Oex – 23. prosince 1952) byl švýcarský reprezentační hokejový útočník.
V roce 1920 byl členem Švýcarského hokejového týmu, který skončil pátý na Letních olympijských hrách.
O čtyři roky později, byl také členem švýcarského týmu v první zimní olympiádě. Skončili na děleném pátém místě.